# 陳威全 (藝人)
陳威全（VChuan，1984年2月5日—），馬來西亞華人、創作歌手。出生於沙巴州山打根，就讀於斗湖巴華中學，從小立志想當創作歌手，14歲開始學會創作。從2002年至今已為線上歌手創作超過兩百多首歌，是中港台星馬的大牌藝人出片指定御用製作人，有「亞洲創作才子」美譽。除了製作藝人歌曲以外也製作統籌發行過多首網紅歌曲。
陳威全的知名創作有丁噹《我愛她》；楊丞琳《仰望》、《我們都傻》；梁文音+孫耀威《幸福的忘記》；言承旭《我會很愛你》；蔡依林《你快樂我內傷》；潘瑋柏《一個人》；盧學叡《暖色系》；神木與瞳《草戒指》；黃美珍《只怕想家》；羅志祥《想逃》；何潤東《遺憾》；蕭亞軒《我陪你哭》；容祖兒《明天愛誰》等。

## 成長經歷
- 1998年｜14歲開始創作。
- 2002年｜發表第一首個人創作《明天愛誰》收錄於容祖兒《一個人的情歌》專輯主打歌，藝人江美琪曾翻唱此歌曲。
- 2005年｜在馬來西亞發行他的第一張專輯《全能量》。
- 2006年｜獲得馬來西亞【最佳新人獎】，繼續追求音樂夢想，離開家鄉馬來西亞到台灣發展。
- 2006年｜整年在台灣預備專輯。
- 2007年｜年底錄完專輯，因在台簽約公司改組異動專輯未能發行。
- 2008年｜收錄在自己專輯裡的歌，賣給了其他的歌手。
- 2009年｜開始發表了許多創作給不同的歌手收錄在他們的專輯。丁噹《我愛她》（偶像劇《下一站幸福》主題曲），創下好樂迪點播排行榜冠軍、錢櫃點播排行榜亞軍，Youtube點播已達21,768,250人次。獲得2011年大馬娛協10大海外金曲及2011年和2012年兩度獲得大馬MACP年度最高播放率中文歌曲獎。自此之後，陳威全發表了許多創作給不同的歌手收錄在他們的專輯裡。
- 2009年｜陳威全與彩虹天堂傳播股份有限公司簽約，於2010年發行他的在台的第一張專輯再見，單身[1]，創下全台年度銷售第十三名。
- 2009年｜與在教會認識的妻子JENNY於新生命小組教會完成婚禮。
- 2010年｜超級星光大道憑《我不是你想像那麼勇敢》這歌踢館成功。
- 2012年｜11月30日數位單曲發行《我愛她》。
- 2012年｜成為中港台星馬大牌藝人出片指定主題曲御用製作人。
- 2012年｜6月，陳威全與滾石唱片共同發行第二張專輯《傾聽》。
- 2013年｜3月8日發行個人單曲《愛＜3》。
- 2014年｜4月11日發行個人第四張專輯《全是愛》。
- 2014年｜6月幸福人聲LG品牌公益之歌《Life's Good with HOPE》製作人。
- 2015年｜10月7日成立「上行娛樂」公司並擔任公司CEO
- 2017年｜3月8日發行個人單曲《不離不棄》，並且為馬來西亞電影「生命拼圖」的主題曲。
- 2018年｜3月25日發行個人單曲《滑滑世界》。
- 2018年｜12月26日發行個人單曲《白痴》，並且為三立電視首部迷你劇集「你好，幸福」的主題曲。
- 2019年｜6月20日發行個人第五張專輯《你想成為什麼樣的人》。
- 2019年｜12月30日發行個人第六張專輯《全給她》。
- 2020年｜2月14日發行個人單曲《我知道你都知道 》。
- 2023年｜2月5日台語歌《世界直直行》。
- 2023年| 於吉隆坡Mega Star Arena 辦陳威全20週年“再任性一把”演唱會。超過4千人出席此演唱會，也是第一位在Sungei Wang Mega Star Arena 開唱的歌手。
- 2023年| 11月發行“Mamak"專輯。其中2首歌曲“沙巴的愛情島”和“我愛的就是你”回到馬來西亞沙巴取景。
- 2025年| 於9月16日在马来西亚云顶舉辦《赤道情歌演唱会》與林宇中和方泂镔聯合主辦。

## 個人生活
- 2010年｜9月19日，與交往2年的女友伍珍儀(Jenny)結婚。
- 2017年｜10月12日，長子「小咖哩」出生。
- 2018年｜11月2日，次子「小咖啡」出生。
- 2021年｜2月19日，幼子「咖椰」出生。
- 2023年｜8月8日，認識了與艾叻沙合作的廠商「洽富氣冷雞」斜槓美食品牌「好咖」誕生。 （页面存档备份，存于）

## 获得奖项
- 2001年｜大馬全國創作比賽第一名
- 2003年｜Astro 新秀大賽最佳才藝獎
- 2004年｜大馬娛協10大本地金曲《Cap girl》
- 2004年｜大馬娛協10大海外金曲《明天愛誰》
- 2006年｜大馬娛協新人銅獎
- 2008年｜大馬娛協10大本地金曲《中途轉機》
- 2010年｜全台年度銷售第十三名《再見單身》
- 2010年｜大馬至尊流行榜Top20《再見單身》
- 2010年｜2009年最愛K歌精選年度第一名《我愛他》
- 2010年｜好樂迪點播排行榜冠軍《我愛他》
- 2010年｜錢櫃點播排行獲亞軍《我愛他》
- 2011年｜大馬娛協10大海外金曲《草戒指》
- 2011年｜大馬娛協10大海外金曲《我不是你想像那麼勇敢》
- 2011年｜大馬娛協10大海外金曲《我愛他》
- 2011年｜大馬MACP中文歌曲最高播放率與版稅《我愛他》
- 2012年｜大馬MACP中文歌曲最高播放率與版稅《我愛他》
- 2012年｜娛協獎海外組金曲《我們都傻》、《情人結》
- 2012年｜TVB8 10大金曲《傾聽》
- 2012年｜Red Box 最高點播K歌20強《濫好人》
- 2013年｜大馬MYASTRO至尊流行榜【至尊創作歌手】
- 2013年｜大馬MYASTRO至尊流行榜【至尊專業表現歌手】
- 2013年｜大馬MYASTRO至尊流行榜【至尊金曲《濫好人》】
- 2013年｜香港新城電台國語力【新城國語力亞洲創作歌手】
- 2013年｜香港新城電台國語力【新城國語力歌曲《濫好人》】
- 2013年｜香港新城電台國語力【新城國語力合唱歌曲《一天一點》】
- 2015年｜香港新城電台國語力【新城國語力歌曲《不做壞人很久了》】
- 2015年｜大馬娛協國際組創作10大金曲《濫好人》
- 2015年｜第五屆全球流行音樂金榜 MY FM推崇大獎
- 2016年｜馬來西亞MACP 中文歌曲最高播放率與版稅《我愛他》
- 2023年｜《星鑽獎》大馬最傑出海外全能音樂成就創意國際貢獻大獎
- 2023年｜Greatest 年度最強傑出海外音樂創意貢獻大獎

## 音樂作品

### 專輯
| 專輯 | 專輯名稱           | 發行公司 | 發行日期       | 曲目 |
| ---- | ------------------ | -------- | -------------- | --- |
| 1    | 全能量             | 肋骨音樂 | 2005年9月29日  | 曲目 1. 全力推介 2. 傷心海洋 3. 明天愛誰 4. Fly 5. 不堪一擊 6. 原來愛簡單 7. 被愛 8. 躲雨 9. 聽愛情走過 10. Cap Girl 11. 和平分開                                 |
| 2    | 再見，單身         | Avex     | 2010年8月6日   | 曲目 1. Yes, I love you.（feat.Transition樂團-Niall Dunne） 2. 再見，單身 3. 模特兒 4. 淚光 5. 勝利旗 6. Fly! Fly!! Fly!!! 7. 坐在月亮裡 8. 掌舵手 9. 本 10. 成全 |
| 3    | 傾聽               | 滾石唱片 | 2012年6月15日  | 曲目 1. 傾聽 2. 某某某 3. 愛你愛你 4. 世界上最美的魚 5. 濫好人 6. 你有我的快樂 7. 愛趁現在（電影《想愛趁現在》中文主題曲） 8. 遲來的祝福 9. 主禱文 10. 被愛       |
| 4    | 全是愛             | 美妙音樂 | 2014年4月11日  | 曲目 1. 以愛為名 2. 追日 3. 全是愛 4. 兩個人 5. 哎呀哎呀 6. 永久居留 7. 不做壞人很久了 8. 愛不為所動 9. 美夢成真 10. 失物招領 11. 全然相信                        |
| 5    | 你想成為什麼樣的人 | 上行娛樂 | 2019年6月20日  | 曲目 1. 滑滑世界 2. 你想成為什麼樣的人 3. 奔三 4. 白癡 5. 後來的我們怎麼去愛 (容祖兒合唱) 6. 青春對時 7. 成家立業                                                 |
| 6    | 全給她             | 上行娛樂 | 2019年12月31日 | 曲目 1. 我愛他 (feat. DP龍豬 & 劉至佳) 2. 仰望 3. 我不是你想像的那麼勇敢 4. 只怕想家 5. 不荒 6. 解散愛 7. 我陪你哭                                                |
| 7    | MAMAK              | 上行娛樂 | 2023年9月      | 曲目 |

### EP
| EP | 專輯資料 | 曲目                       |
| -- | --- | -------------------------- |
| 1  | 《 我愛她 》 - 發行時間：2012年11月30日數位發行 - 發行公司：環球唱片                                          | 曲目 1. 《我愛她》         |
| 2  | 《 愛＜3 》 - 發行時間：2013年3月8日數位發行 - 發行公司：美妙音樂                                             | 曲目 1. 《愛＜3》          |
| 3  | 《 不離不棄 》 - 發行時間：2017年3月8日數位發行 - 發行公司：上行娛樂 - 馬來西亞電影「生命拼圖」主題曲         | 曲目 1. 《不離不棄》       |
| 4  | 《 滑滑世界 》 - 發行時間：2018年3月25日數位發行 - 發行公司：上行娛樂                                         | 曲目 1. 《滑滑世界》       |
| 5  | 《 白痴 》 - 發行時間：2018年12月26日數位發行 - 發行公司：上行娛樂 - 三立電視首部迷你劇集「你好，幸福」主題曲 | 曲目 1. 《白痴》           |
| 6  | 《 我知道你都知道 》 - 發行時間：2020年2月14日數位發行 - 發行公司：上行娛樂                                   | 曲目 1. 《我知道你都知道》 |

## 經典創作

### 2002年
- 容祖兒 — 《明天愛誰》

### 2003年
- 張智成 — 《cap girl》
- 周渝民 — 《你的體溫》
- 張玉華 — 《聽愛情走過》

### 2006年
- 張智成 — 《預言》

### 2008年
- 言承旭 — 《我會很愛你》
- 神木與瞳 — 《草戒指》
- 梁文音 — 《我不是你想像那麼勇敢》
- 楊丞琳 — 《幸福的節拍》
- 陳威全 — 《變色龍，愛情語言》
- 陳詩慧 — 《夢飛行，愛情泡沫》
- McKit feat. McSean — 《Sand In My Pocket》
- Gregory葉慶龍 — 《Take No More》
- 區景亮 — 《爛好人》
- 飯碗樂團 — 《兜風》

### 2009年
- 丁噹 — 《我愛他》
- 蔡依林 — 《你快樂我內傷》
- 蕭亞軒 — 《我陪你哭》
- 言承旭 — 《在KTV說愛你》
- 言承旭 — 《黑咖啡日記》
- 言承旭 — 《愚人節》
- 盧學叡 — 《暖色系》
- 陳威全 — 《青鳥》
- 區景亮 — 《爛好人》
- 新藝人家族 — 《每一天》
- 劉紓妤 — 《失眠》
- 龔柯允 — 《舔傷》
- 陳威全 — 《用愛改變現在》

### 2010年
- 楊丞琳 — 《二度戀愛》
- 周湯豪 — 《愛瘋》
- 蔡依林 — 《解散愛》
- 鄧芷茵 — 《盲點》
- 陳威全 — 《FLY》

### 2011年
- 楊丞琳 — 《仰望》
- 楊丞琳 — 《我們都傻》
- 梁文音 — 《孩子》
- 孫耀威 — 《You and I》
- 黃小琥 — 《現在那邊是幾點》
- 張芸京 — 《情人結》
- 紀文蕙 — 《每一個人都喜歡你》
- 東于哲 — 《小海灣》
- 張智成 — 《帶我回去》
- 王心凌 — 《一直幸福》
- 東于哲 — 《白沙灣》
- 拜金女王 — 《楚曼之歌(OT:孩子)》

### 2012年
- 綠　茶 — 《小小狗》
- 黃美珍 — 《只怕想家》
- 楊丞琳 — 《愛啓程》
- 符瓊音 — 《不荒》
- 符瓊音 — 《不搖滾小姐》
- 陳珂冰、陳威全 — 《不需要勇敢》
- 鄒宗翰 — 《不忍心讓你走》
- 鄒宗翰 — 《心痛》
- 鄒宗翰 — 《抹不掉的記號》
- 鄒宗翰 — 《第一個歌迷》
- 許廷鏗 — 《雨傘》
- 許廷鏗 — 《小島》
- 許廷鏗 — 《回味》
- 林德信 — 《地球保衛者》
- 孫耀威 — 《放開手》
- 江若琳 — 《吉光片羽》
- 陳威全 — 《我愛她》
- 陳威全 — 《世界上最美的魚》
- 陳威全 — 《主禱文》
- 陳威全 — 《你有我的快樂》
- 陳威全 — 《某某某》
- 陳威全 — 《被愛》
- 陳威全 — 《傾聽》
- 陳威全 — 《愛你愛你》
- 陳威全 — 《愛趁現在》
- 陳威全 — 《遲來的祝福》

### 2013年
- 羅志祥 — 《想逃》
- 孫耀威、梁文音 — 《幸福的忘記》
- 孫耀威 — 《卑微》
- 孫耀威 — 《我不愛妳了》
- 郭雪芙 — 《雪人的眼淚》
- 溫　嵐 — 《道歉信》
- 何潤東 — 《遺憾》
- 東于哲 — 《第三個心願》
- 東于哲 — 《我挺你》
- AK — 《遇見幸福》
- AK — 《說你也愛我》
- Hank葉俊亨 — 《一天一點》
- 鄭欣宜 — 《情傷》
- 陳威全 — 《愛<3》
- 陳威全 — 《好球》
- 楊丞琳 — 《見證天后的勇敢之路》

### 2014年
- 許廷鏗 — 《福氣》
- 潘瑋柏 — 《一個人》
- 黃美珍、陳威全 — 《LIFE'S GOOD WITH HOPE》- LG公益廣告歌
- 周韋彤 — 《無限大的夢》（百威中國世界杯主題曲）
- 陳威全 — 《美夢成真》
- 陳威全 — 《不做壞人佷久了》
- 陳威全 — 《以愛為名INTRO》
- 陳威全 — 《失物招領》
- 陳威全 — 《永久居留》
- 陳威全 — 《全是愛》
- 陳威全 — 《全然相信》
- 陳威全 — 《兩個人》
- 陳威全 — 《哎呀哎呀》
- 陳威全 — 《追日》
- 陳威全 — 《愛不為所動》
- 黃美珍 — 《我愛你》
- 黃美珍 — 《想讓你驕傲》

### 2015年
- 鄒宗瀚 — 《太認真》
- 鄒宗瀚 — 《穿透》
- 黃美珍 — 《花樣》

### 2016年
- Jesus Fashion — 《今天》
- 車志立 — 《分手讓我來說》
- 車志立 — 《志同道合》
- 車志立 — 《我要你過的好》
- 黃美珍 — 《原來我也可以幸福》
- 董又霖 — 《不做陌生人》

### 2017年
- 聖結石 — 《說不出口的想念》
- 陳威全 — 《不離不棄》
- 車志立 — 《孤單消防員》

### 2018年
- 妞妞 — 《HAPPY FUN》
- 扣扣老師 — 《大的夢小的我》
- 陳威全 — 《滑滑世界》
- 陳威全 — 《白痴》
- LUVE Family — 《THE WAY OF LOVE》

### 2019年
- 解婕翎 — 《可以好好愛了嗎》
- 陳威全 — 《白痴》
- 陳威全 — 《成家立業》
- 陳威全 — 《你想成為什麼樣的人》
- 陳威全 — 《奔三》
- 陳威全 — 《青春對時》
- 陳威全 — 《後來的我們怎麼去愛》
- 陳威全 — 《滑滑世界》
- 許書豪 — 《真心話冒險王》
- Mr.P & Ms.G — 《水水洗頭沒》
- 吳浩康Deep Ng — 《船頭尺》
- 郭信然 — 《最好的朋友》
- 倪子鈞 — 《最美的想念》
- Mr.VC — 《WOW! TAIWAN PROJECT 主題歌曲》

### 2020年
- 陳威全 — 《我知道你都知道》

### 2021年
- 魏暉倪-《點點》
- 張褀璦-《好想知道你的感覺》
- 许佳麟、陈威全-《我現在會好好的》-TVBS 連續劇女力報到愛情故事片尾曲。
- 陳威全-《披風》-TVBS 連續劇女力報到愛情故事插曲。
- 魏暉倪-《路尾》-連續劇美麗人生插曲。
- 魏暉倪-《人生海波浪》-連續劇美麗人生插曲。

### 2022年
- 陳威全-《燃燒心火》-連續劇台灣X 檔案片頭曲。
- 陳威全-《再也不能愛你了》-連續劇台灣X 檔案插曲。
- 水分子樂團（賴思妤、楊壹晴）-《转圈 Credits》-連續劇台灣X 檔案插曲。

- 陳威全、柯有倫- 《這就是我的主場》-TVBS 連續劇機智校園生活插曲。
- 水分子樂團（賴思妤、楊壹晴）-《原來這就是愛情》-  TVBS 連續劇機智校園生活插曲。
- Vera Chai、許素瑄-《想和你在一起》-  TVBS 連續劇機智校園生活插曲。
- 陳曼青-《用愛改變現在》- TVBS 連續劇機智校園生活插曲。
- 林京燁-《能幸福的依靠》- TVBS 連續劇機智校園生活插曲。
- 水分子樂團（賴思妤、楊壹晴）-《原來這就是愛情》-  TVBS 連續劇機智校園生活插曲。
- 機智男孩 IT BOYZ-《Baby聽我說》-TVBS 連續劇加油喜事插曲。
- 陳威全 Feat 黃子佼-《加油喜事》- TVBS 連續劇加油喜事片頭曲。
- 陳威全-《最像你》- TVBS 連續劇加油喜事插曲。
- 陳威全 Feat 方浻鑌-《我要放假》-TVBS 連續劇加油喜事插曲。
- 陳威全-《我們只能在一起》- TVBS 連續劇加油喜事插曲。
- 周曉涵、楊晴-《陪你一起走》- TVBS 連續劇加油喜事片尾曲。

## 歌曲製作

### 藝人專輯

#### 2007年
- 劉畊宏 — 《愛的聖誕》

#### 2009年
- 言承旭 — 《在KTV說愛你》

#### 2012年
- 陳珂冰 — 《不需要勇敢》
- 符瓊音 — 《不荒》
- 鄒宗翰 — 《不忍心讓你走》

#### 2013年
- 何潤東 — 《遺憾》、《叫醒愛》
- 孫耀威、梁文音 — 《幸福的忘記》
- 王大文 — 《印度小夜曲》
- 東于哲 — 《第三個心願》、《我挺你》
- AK — 《說你也愛我》

#### 2014年
- 潘瑋柏 — 《一個人》
- 黃美珍 — 《無聲抗議》
- 周韋彤 — 《無限大的夢》

### 廣告/節目/企業主題曲

#### 2020年
- 群星《同一個氣息》
- TVBS群星《愛無限》
- 新馬港藝人《2020聖誕快樂》
- 陳威全《Love yourself》2020雅詩蘭黛集團「團結你我終結乳癌」活動主題曲
- 黃美珍《帶著走》TVBS女力報到-「正好愛上你」片尾曲/「中祥食品」企業活動主題曲
- 陳威全《11點熱吵店》TVBS 11點熱吵店節目片頭曲

## 專輯製作

### 專輯統籌

#### 2010年
- 陳威全 —《再見。單身》

#### 2011年
- 孫耀威 —《沒有說再見》
- 孫耀威 —《愛。其實》

#### 2012年
- 符瓊音 —《不搖滾小姐》
- 陳威全 —《傾聽》

#### 2013年
- 孫耀威 —《愛。其實》
- 鄒宗翰 —《I AM HANS》

#### 2014年
- 陳威全 —《全是愛》
- 黃美珍 —《大巴六九》

#### 2015年
- 羅文裕 —《驚喜時刻》
- 魚乾 —《同名EP》

#### 2016年
- 黃美珍 —《左耳》
- 車志立 —《志同道合》
- 羅小白 —《同名EP》

#### 2017年
- 聖結石 —《人生大爆炸》
- 聖結石 —《首張EP》
- 許書豪 —《HOW》
- 頑GAME —《大男人》
- 蔡阿嘎 —《一路瘋癲》

#### 2018年
- 半熟少年 —《網路劇原聲帶》
- 胡鬧一番 —《再見了以後》
- 胡鬧一番 —《NANANA》
- 胡鬧一番 —《變成一隻魚》
- 妞妞 —《Happy Fun》
- 三原JAPAN —《UMAI》
- 三原JAPAN —《扶我起來》
- 三原JAPAN —《喜歡他就去追》
- 嘻哈娘  —《100種業配》
- 小玉 —《高山症候群》

#### 2019年
- 許書豪 —《真心話大冒險》
- 許書豪 —《Version unplugged》
- 解婕翎 —《可以好好愛了嗎?》
- Mom&Dad —《同名專輯》
- 彤彤  —《吃貨》
- 方志勇  —《愛到星球毀滅》

#### 2021年
- 黃美珍 —《我不怕》

## 外部連結
- 陳威全的Instagram帳戶
- 陳威全的Facebook專頁
- 陳威全的新浪微博
- YouTube上的陳威全頻道